# Peter Ebdon
Peter Ebdon (Islington, 27 de agosto de 1970) es un jugador de snooker inglés.
Se convirtió en profesional en 1991 y, desde entonces, ha ganado nueve torneos. Entre ellos, destaca el Campeonato Mundial de 2002, en cuya final se impuso a Stephen Hendry. Asimismo, perdió en las finales de 1996 y 2006. Ha completado tacadas de 147 en dos ocasiones.